# Сражение при Урумчи (1933)
Сражение при Урумчи — вооружённый конфликт в Синьцзяне, прошедший в 1933 году, между войсками правителя провинции Синьцзян и 36 дивизией правительственной национально-революционной армии, в которой служили мусульмане. Китайское правительство тайно призвало Ма Чжунъина атаковать Цзинь Шужэня, делая вид, что Цзинь был признан в качестве законного губернатора. Ожесточенные бои вспыхнули у ворот города, и один из китайских командиров поджёг улицу, где мусульманским войскам удалось прорваться через западные ворота, убивая всех в районе, включая беженцев. Мусульмане были вынуждены отступить в зону поражения их пулеметным огнём, от которого из них многие и погибли.
Войска губернатора Синьцзяна, составленные из русских белогвардейцев под началом полковника Папенгута, впоследствии отбили атаку мусульманских солдат. У Айчэнь оценил число жертв при этом в 2000 человек. Город был освобожден, когда подошел Шэн Шицай и прогнал мусульманских солдат. В общей сложности, в конфликте погибло 6000 китайских и мусульманских солдат.